# 伊瓦什基夫齊 (沙爾霍羅德區)
48°44′38″N 27°56′51″E / 48.74389°N 27.94750°E
伊瓦什基夫齊（烏克蘭語：Івашківці）是位於烏克蘭西南部文尼察州裏日梅林卡區的村莊，始建於1460年，面積23.45平方公里，海拔高度263米，2001年人口1,543，人口密度每平方公里65.8人。